# Leo Graetz
Pour les articles homonymes, voir Graetz.
Leo Graetz (né le 26 septembre 1856 à Breslau, mort le 12 novembre 1941 à Munich) est un physicien allemand.

## Biographie
Leo Graetz est le fils de l'historien juif Heinrich Graetz. Il étudia à partir de 1877 la physique et les mathématiques à Breslau, Berlin et à Strasbourg. Il obtint son titre de docteur en 1880 à l'Université de Breslau sous la direction de O. E. Meyer. Puis il travailla en tant qu'assistant à Strasbourg en 1881 avant de partir pour Munich où il devint privat-docent en 1883 grâce à son étude sur la capacité calorifique des gaz. En 1908 il obtint une chaire de professeur à l’Université Louis-et-Maximilien de Munich aux côtés de Wilhelm Conrad Röntgen.
Graetz s'occupa entre autres du magnétisme, de l'électricité et des modèles atomiques. Il a donné son nom au redresseur (pont de Graetz) ainsi qu'au nombre de Graetz.
On peut s'étonner qu'il soit mort sans apparemment avoir souffert en tant que juif des persécutions nazies mais il ne pratiquait pas et semble avoir peu fréquenté la communauté israélite ; et surtout sa fille (qui s'était convertie au catholicisme à l'occasion de son mariage) avait épousé un grand gynécologue, le professeur Ernst von Seuffert, chez lequel le vieux savant vivait. Il est possible que la profession et la réputation de son gendre, dont on pouvait toujours avoir besoin, aient dissuadé les dignitaires nazis de s'en prendre au vieil homme.

## Œuvres
- Die Elektricität und ihre Anwendungen zur Beleuchtung, Kraftübertragung, Metallurgie, Telephonie und Telegraphie : für weitere Kreise dargestellt. Éditions J. Engelhorn, Stuttgart 1883, publié en 1892 sous le titre abrégé Die Elektrizität und ihre Anwendungen. Pendant plusieurs décennies ce fut l'ouvrage standard de l'électrotechnique. La 23e édition, la dernière, parut en 1928.
- Kurzer Abriß der Elektrizität; Stuttgart: Engelhorn, 1897
- Das Licht und die Farben; Leipzig & Berlin: Teubner, 1916
- Die Physik; Leipzig: Éditions Naturwissenschaften, 1917
- Die Atomtheorie in ihrer neuesten Entwickelung ; Stuttgart: Engelhorn, 1918